# Ceroplastes schrottkyi
Ceroplastes schrottkyi är en insektsart som beskrevs av Cockerell 1905. Ceroplastes schrottkyi ingår i släktet Ceroplastes och familjen skålsköldlöss.
Artens utbredningsområde är Paraguay. Inga underarter finns listade i Catalogue of Life.